# 12 Viktorija
 12 Viktorija   (mednarodno ime 12 Victoria) je velik asteroid tipa S v glavnem asteroidnem pasu. 

## Odkritje
Asteroid je 13. septembra 1850 odkril John Russell Hind (1823–1895) v Londonu.. Asteroid Viktorija je poimenovan po boginji zmage Viktoriji iz rimske mitologije. Ime je posvečeno tudi Viktoriji I. Angleški, kraljici Združenega kraljestva Velike Britanije in Irske.
Prvi odkriti asteroidi so dobili tudi astronomsko znamenje. Asteroid Viktorija je dobil znak .
Asteroid ima podolgovato obliko. Možno je tudi, da je sestavljen iz dveh asteroidov. To pomeni, da je velika možnost, da je dvojni asteroid.